# Nanostrangalia
Nanostrangalia is een kevergeslacht uit de familie van de boktorren (Cerambycidae). De wetenschappelijke naam van het geslacht werd voor het eerst geldig gepubliceerd in 1959 door Nakane & Ohbayashi.

## Soorten
Nanostrangalia omvat de volgende soorten:
- Nanostrangalia abdominalis (Pic, 1927)
- Nanostrangalia binhana (Pic, 1928)
- Nanostrangalia breuningi (Gressitt & Rondon, 1970)
- Nanostrangalia chujoi (Mitono, 1938)
- Nanostrangalia comis Holzschuh, 1998
- Nanostrangalia duffyi (Gressitt & Rondon, 1970)
- Nanostrangalia emeishana Holzschuh, 1991
- Nanostrangalia melanopus Holzschuh, 2008
- Nanostrangalia modicata Holzschuh, 2008
- Nanostrangalia munita Holzschuh, 1999
- Nanostrangalia regularis Holzschuh, 2008
- Nanostrangalia semichujoi (Hayashi, 1974)
- Nanostrangalia sternalis Holzschuh, 1992
- Nanostrangalia torui Holzschuh, 1989